# Juan Evaristo
Juan Evaristo (20 juin 1902 en Argentine - 8 mai 1978) est un footballeur argentin.
Son frère, Mario Evaristo, fut également un international argentin.

## Biographie

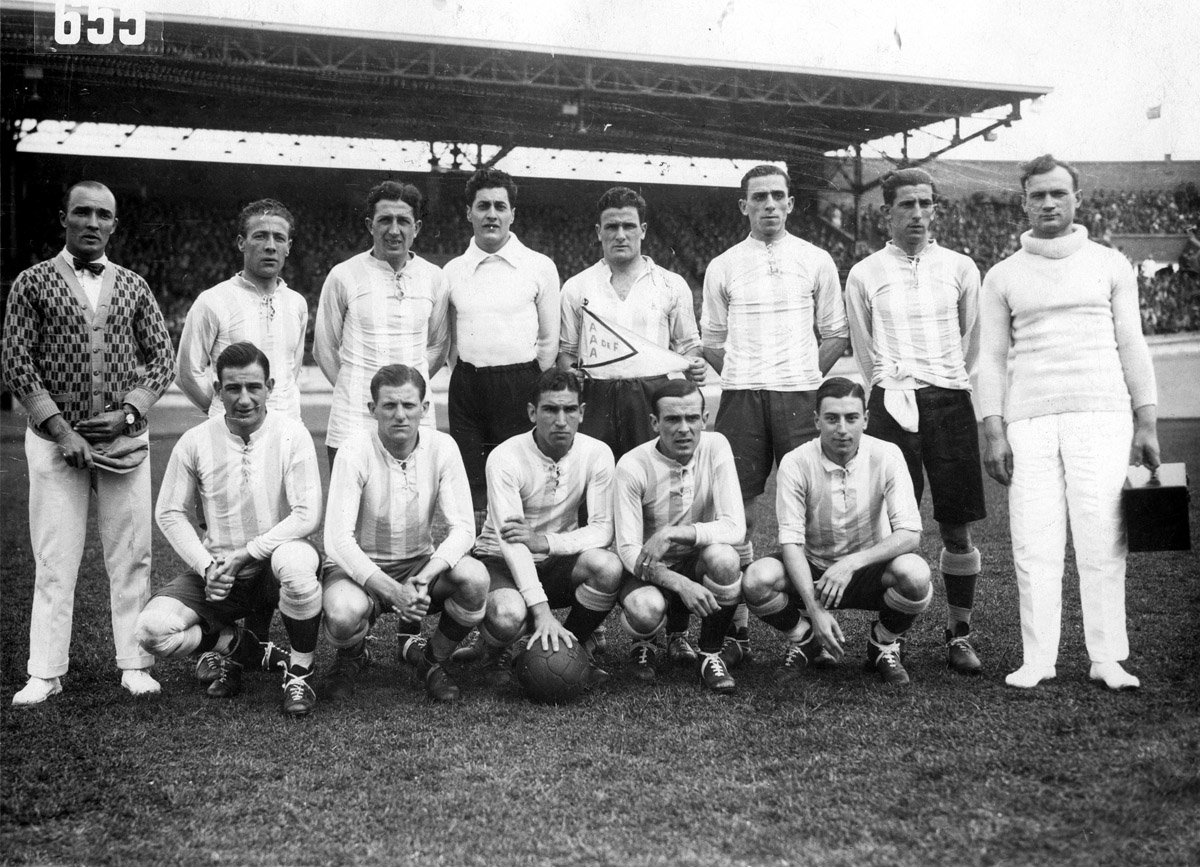
Équipe d'Argentine médaillée d'argent aux J.O. de 1928.

Evaristo a joué pour Sportivo Palermo, Club Atlético Huracán et le Sportivo Barracas durant l'ère amateur du football argentin. En 1931, il rejoint le CA Boca Juniors et remporte le premier titre de champion d'Argentine de l'ère professionnelle. Il quitte Boca pour Club Atlético Independiente en 1932, puis pour Argentinos Juniors. Il prend sa retraite en 1937.
Il joue avec l'équipe d'Argentine qui remporte la médaille d'argent aux Jeux olympiques de 1928.
Il participe également à la coupe du monde 1930 en Uruguay, où l'Argentine finit encore à la deuxième place
Il joue et gagne également deux éditions de la Copa América, en 1927 et 1929.

## Palmarès
| Saison | Équipe       | Titre                      |
| ------ | ------------ | -------------------------- |
| 1927   | Argentine    | Copa América               |
| 1929   | Argentine    | Copa América               |
| 1931   | Boca Juniors | Primera División Argentina |